# Arthur Freed
Pour les articles homonymes, voir Freed.
Arthur Grossmann dit Arthur Freed est un producteur et parolier américain, né le 9 septembre 1894 à Charleston (Caroline du Sud), mort le 12 avril 1973 à Los Angeles (Californie). Les films qu'il a produits totalisent 21 Oscars, et ont rapporté plus de 280 millions de dollars de bénéfice.

## Biographie
Arthur Freed débute à Chicago comme pianiste-chanteur (song plugger). Il travaille avec les Marx Brothers en tournée théâtrale puis est engagé en 1939 par la Metro Goldwin Mayer comme producteur associé.
Sous contrat avec la MGM, il fut l'incarnation de l'âge d'or de la comédie musicale américaine, en y produisant quasiment tous les films marquants du genre, au premier rang desquels Chantons sous la pluie, Un Américain à Paris, Tous en scène, etc.
Il est également parolier et producteur de spectacles dont, en 1929, la chanson qui donne son nom au film Chantons sous la pluie. 

### Accusation de pédophilie
Dans son autobiographie Child Star: An Autobiography, Shirley Temple raconte qu'alors âgée de douze ans, elle a eu un entretien avec Arthur Freed dans l'intention de transférer sa carrière à la MGM ; durant l'entretien, il aurait ouvert son pantalon pour lui montrer ses parties. N'ayant jamais vu de sexe masculin, elle aurait réagi en gloussant, à la suite de quoi il l'aurait renvoyée de son bureau car il n'était incapable de 'bander' ,.

## Filmographie
- 1929 : Hollywood Revue of 1929 de Charles Reisner : parolier, entre autres de la chanson Singin' in the Rain
- 1933 : Danseuse étoile (Stage Mother) de Charles Brabin
- 1935 : Broadway Melody of 1936 de Roy Del Ruth : parolier
- 1935 : Une nuit à l'opéra (A Night at the Opera) de Sam Wood : parolier
- 1936 : San Francisco de W.S. Van Dyke : parolier
- 1936 : Nick, gentleman détective (After the Thin Man) de W.S. Van Dyke : parolier
- 1937 : Le Règne de la joie (Broadway Melody of 1938) de Roy Del Ruth : parolier
- 1939 : Femmes (The Women) de George Cukor : parolier
- 1939 : Le Magicien d'Oz (The Wizard of Oz) de Victor Fleming : producteur associé (non crédité)
- 1939 : Babes in Arms de Busby Berkeley : producteur
- 1940 : Forty little mother de Busby Berkeley : parolier non crédité
- 1940 : Andy Hardy va dans le monde (Andy Hardy Meets Debutante) de George B. Seitz : parolier non crédité
- 1940 : En avant la musique (Strike Up the Band) de Busby Berkeley : producteur, parolier non crédité
- 1940 : Little Nellie Kelly de Norman Taurog : producteur, parolier
- 1941 : Lady Be Good de Norman Z. McLeod : producteur, parolier
- 1941 : Débuts à Broadway (Babes on Broadway) de Busby Berkeley : producteur
- 1942 : Panama Hattie de Norman Z. McLeod, Roy Del Ruth et Vincente Minnelli : producteur
- 1942 : Pour moi et ma mie (For Me and My Gal) de Busby Berkeley : producteur
- 1943 : Un petit coin aux cieux (Cabin in the Sky) de Vincente Minnelli et Busby Berkeley : producteur
- 1943 : La jeunesse s'amuse (Best Foot Forward) d'Edward Buzzell : producteur
- 1943 : La Du Barry était une dame (Du Barry Was a Lady) de Roy Del Ruth : producteur
- 1943 : Fou de girls (Girl Crazy) de Norman Taurog : producteur
- 1944 : Meet the People de Charles Reisner : producteur exécutif (non crédité)
- 1944 : Le Chant du Missouri (Meet Me in St. Louis) de Vincente Minnelli : producteur, doublage chant de Leon Ames
- 1945 : L'Horloge (The Clock) de Vincente Minnelli : producteur
- 1945 : Yolanda et le Voleur (Yolanda and the Thief) de Vincente Minnelli : producteur, parolier
- 1946 : Les Demoiselles Harvey (The Harvey Girls) de George Sidney : producteur
- 1946 : Ziegfeld Follies de Lemuel Ayers, Roy Del Ruth, Robert Lewis, Eugene Loring, Vincente Minnelli, George Sidney, Charles Walters (Norman Taurog non crédité) : producteur, parolier
- 1946 : La Pluie qui chante (Till The Clouds Roll By) de Richard Whorf : producteur
- 1947 : Vive l'amour (Good news) de Charles Walters : producteur
- 1948 : Belle Jeunesse (Summer Holiday) de Rouben Mamoulian : producteur
- 1948 : Le Pirate (The Pirate) de Vincente Minnelli : producteur
- 1948 : Parade de printemps (Easter Parade) de Charles Walters : producteur
- 1948 : Ma vie est une chanson (Words and music) de Norman Taurog : producteur
- 1949 : Match d'amour (Take Me Out to the Ball Game) de Busby Berkeley : producteur
- 1949 : Entrons dans la danse (The Barkleys of Broadway) de Charles Walters : producteur
- 1949 : Any Number Can Play de Mervyn LeRoy : producteur
- 1949 : Un jour à New York (On the Town) de Stanley Donen et Gene Kelly : producteur
- 1950 : Annie, la reine du cirque (Annie Get Your Gun) de George Sidney : producteur
- 1950 : Cas de conscience (Crisis) de Richard Brooks : producteur
- 1950 : Chanson païenne (Pagan Love Song) de Robert Alton : producteur, parolier
- 1951 : Mariage royal (Royal Wedding) de Stanley Donen : producteur
- 1951 : Show Boat de George Sidney : producteur
- 1951 : Un Américain à Paris (An American in Paris) de Vincente Minnelli : producteur
- 1952 : La Belle de New York (The Belle of New York) de Charles Walters : producteur
- 1952 : Chantons sous la pluie (Singin' in the Rain) de Stanley Donen et Gene Kelly : producteur, parolier
- 1953 : Tous en scène (The Band Wagon) de Vincente Minnelli : producteur
- 1954 : Brigadoon de Vincente Minnelli : producteur
- 1955 : Beau fixe sur New York (It's Always Fair Weather) de Stanley Donen et Gene Kelly : producteur
- 1955 : Kismet de Vincente Minnelli : producteur
- 1956 : Invitation à la danse (Invitation to the Dance) de Gene Kelly : producteur
- 1957 : La Belle de Moscou (Silk Stockings) de Rouben Mamoulian : producteur
- 1958 : Gigi de Vincente Minnelli : producteur
- 1960 : Un numéro du tonnerre (Bells Are Ringing) de Vincente Minnelli : producteur
- 1960 : Les Rats de caves (The Subterraneans) de Ranald MacDougall : producteur
- 1962 : Lumière sur la piazza (Light in the Piazza) de Guy Green : producteur